# روزی که زن شدم
روزی که زن شدم فیلمی به کارگردانی مرضیه مشکینی در سال ۱۳۷۹ است. نویسندگی دیالوگ‌ها از مرضیه مشکینی و فیلم‌نامه از محسن مخملباف بود. ژانر فیلم دراما اجتماعی، مذهبی بوده و به شیوه ۳۵ میلیمتری با فیلمبرداری واید و رنگی و صدابرداری سرصحنه ساخته شده‌است. مدت فیلم ۷۸ دقیقه بوده و بازیگران آن شبنم طلوعی، فاطمه چراغ آخر، عزیزه صدقی، محرم زینال زاده، سیروس کهوری‌نژاد، شهربانو کاکازاده هستند. این فیلم برنده ۸ جایزه و ۲ نامزدی جایزه شده‌است.
این فیلم از سه قسمت تشکیل شده‌است که هر قسمت داستان یک زن را نقل می‌کند: داستان اول حوا نام دارد، داستان دوم آهو، و نام داستان سوم حورا است. نام فیلم برگرفته از این جملهٔ سیمون دوبووار است که «یک انسان زن زاده نمی‌شود، بلکه تبدیل به زن می‌شود»

## جایزه‌ها
- جشنواره بین‌المللی فیلم شیکاگو ۲۰۰۰ - Silver Hugo - بهترین فیلم اول
- Oslo Films from the South Festival 2000 - FIPRESCI Prize: "In a simple and most convincing way, relying entirely on the strength of the images, a young woman director's first film gives a profound rendering of women'n predicament in a patriarchal society."
- جشنواره بین‌المللی فیلم بوسان ۲۰۰۰ - New Currents Award
- جشنواره بین‌المللی فیلم سنگاپور ۲۰۰۱ (نامزدی جایزه Silver Screen Award) بهترین فیلم آسیایی
- جشنواره فیلم تسالونیکی - ۲۰۰۰ بهترین کارگردانی
- جشنواره فیلم تسالونیکی - ۲۰۰۰ نامزدی جایزه Golden Alexander
- جشنواره بین‌المللی فیلم تورنتو ۲۰۰۰ مقام دوم Discovery Award
- فستیوال فیلم ونیز 2000 - 'CinemAvvenire' Award برای بهترین فیلم اول
- فستیوال فیلم ونیز 2000 - Isvema Award
- فستیوال فیلم ونیز 2000 - یونسکو Award